# 브로치 성단
브로치 성단(Brocchi's Cluster, 또는 콜린더 399)은 여우자리에 위치한 성군이다. 가장 밝은 별은 +5.6등급이다. 이 성군은 최근까지 산개 성단으로 믿어 왔다. 이 성군을 퍼 콜린더가 1931년에 399번째로 콜린더 목록에 등록하였다. 1997년, 이 성군의 연주 시차를 측정하는 데 성공하였다.